# 阿方索·内格罗
阿方索·内格罗（義大利語：Alfonso Negro，1915年7月5日—1984年11月7日），意大利男子足球运动员。他曾代表意大利国家队参加1936年夏季奥林匹克运动会足球比赛，结果获得金牌。